# Osiedle Baba w Pradze

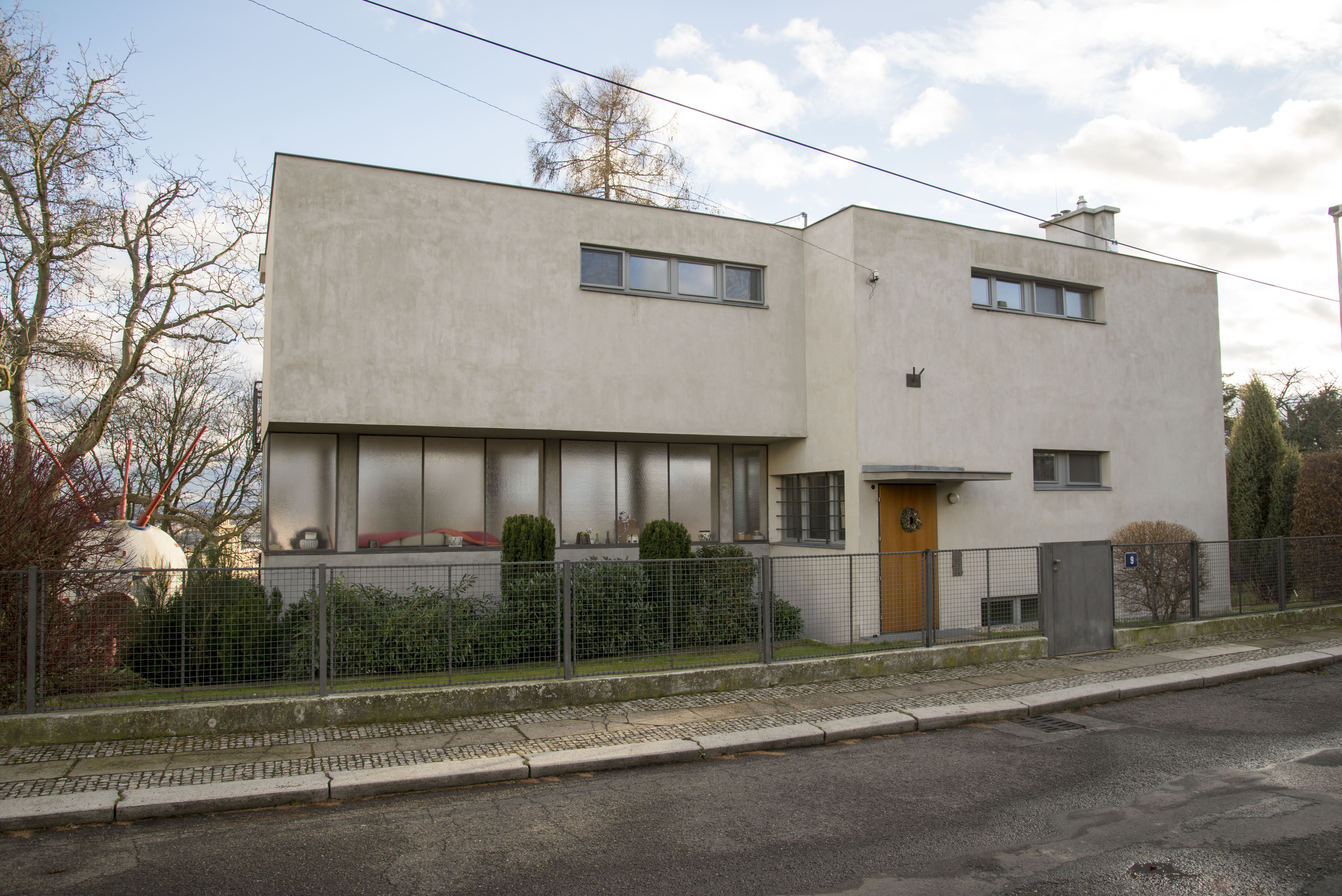
Dom Palička (1931-1932)

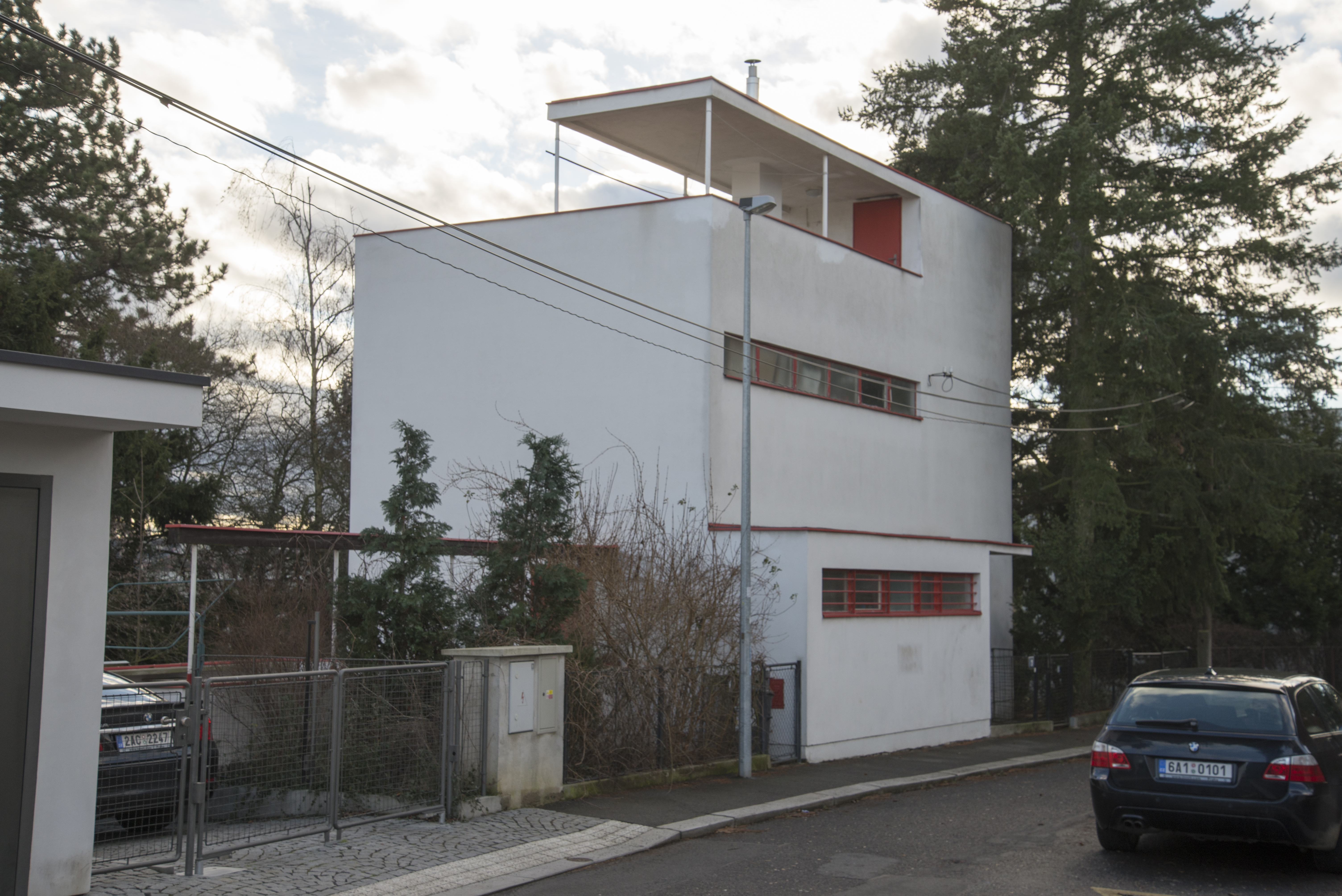
Dom Herain (1931-1932)

Osiedle Baba w Pradze – modernistyczne osiedle w Pradze, powstałe w latach 1928–1932 według ogólnego projektu Pavla Janáka (poszczególne domy projektowali różni architekci) i inspirowane ideami Werkbundu.

## Historia
Osiedle Baba jest najważniejszym dziełem Pavla Janáka – wybitnego czeskiego architekta doby modernizmu. Zaprojektował on ogólny plan urbanistyczny i sformułował zasady dotyczące zabudowy kwartału, natomiast poszczególne budynki projektowali różni architekci tego okresu, przede wszystkim związani z Pragą.
Plany dzielnicy, zlokalizowanej na północ od centrum stolicy Czech, powstały w latach 1928-1932. Budowa 31 domów miała być zgodna ze zdrowym stylem życia. Architekci byli ograniczeni zasadami ramowymi, które określały przede wszystkim wysokość obiektów i udział przestrzeni zielonych na poszczególnych działkach. Atrakcyjna lokalizacja, na południowo-zachodnim zboczu sprawia, że z poszczególnych domów rozciąga się rozległa panorama miasta. Powstanie osiedla planowano od 1928, ale z uwagi na Wielki kryzys gospodarczy budowa ruszyła na dobre w początku lat 30. XX w. Idea zabudowy Baby była reakcją na wystawę architektury mieszkaniowej w Stuttgarcie w 1927 (Werkbund) pod przewodnictwem Miesa van der Rohe. W okresie socjalizmu osiedle Baba zostało częściowo zeszpecone różnego rodzaju dobudowami, nie zawsze zgodnymi z duchem tutejszej zabudowy.

## Struktura
Osiedle projektowano jako zróżnicowany kompleks urbanistyczny dla różnych odbiorców, o różnym statusie majątkowym, stąd architektura nie jest monotonna – spotykamy tu zarówno domy jedno-, wielorodzinne, jak i szeregowe. Wśród inwestorów byli popularni artyści, pisarze, urzędnicy państwowi i nauczyciele akademiccy. Budynki rozmieszczono analizując przede wszystkim pochyłości terenu, orientację działek i położenie stoku. System ulic respektował charakter pejzażu i stąd praktycznie każdy dom szczyci się pięknym widokiem na Pragę. Domy są należycie oświetlone, ponieważ dłuższe ściany są z reguły zwrócone na południe. Prawie wszystkie budynki otwierają się na ogród i dolinę Wełtawy, posiadają duże okna, różnokształtne loggie, balkony i tarasy. Wszystko to pozwala na maksymalne korzystanie z położenia osiedla, przy jednoczesnym poszanowaniu dla przyrody i krajobrazu. Janákowi zależało na dobrym skomponowaniu dzielnicy także dlatego, że wybrał to miejsce na swój dom rodzinny. Zadanie zaprojektowania go powierzył współpracownikowi, Ot. Fierlingrovi.
Interesującym pomysłem Janáka było sformułowanie i zastosowanie tzw. pokoju gościnnego, który zastąpił jadalnię, którą usunął z centralnej części mieszkania. Przestrzeń pokoju gościnnego winna odpowiadać potrzebie wypoczynku, ułatwiając wykonywanie czynności, które mają miejsce „między spaniem a jedzeniem”. Ważna jest także rola kuchni – jednak w przyszłości rola ta powinna słabnąć. Przedpokój, zdaniem Janáka nie powinien być zbyt duży, gdyż może przerodzić się w zagracony obszerny schowek. Podkreśla się natomiast rolę łazienki. Niezbędne są garderoba i pokój służącej, choć rola tego ostatniego, w miarę postępujących zmian społecznych miała zostać zakwestionowana.

## Współcześnie
Obecnie osiedle znajduje się pod ochroną konserwatorską i jest celem licznych odwiedzin miłośników architektury XX w. Popularne wśród Prażan nadal stanowi bardzo atrakcyjny kompleks mieszkaniowy, co świadczy o ponadczasowości zawartych w tej architekturze wartości formalnych i funkcjonalnych.

## Dojazd
Autobusem miejskim linii 131 ze stacji metra Hradčanská do przystanku U Matěje.

## Inne
Na terenie osiedla Baba znajduje się niewielka ruina zameczku z XVII w.

## Zestawienie budynków
Tabela zawiera poszczególne modernistyczne realizacje na osiedlu:
| Nr  | Nr poczt. | Ulica                             | Fotografia | Nazwa domu       | Inwestor                             | Zawód inwestora                                                   | Architekt                       | Rok budowy       |
| --- | --------- | --------------------------------- | ---------- | ---------------- | ------------------------------------ | ----------------------------------------------------------------- | ------------------------------- | ---------------- |
| 1   | 1705      | Na ostrohu 60 Průhledová 10       |            | Dom Munk         | František Munk i Naďa Munková        | ekonomista i politolog                                            | Josef Fuchs i Otakar Fischel    | 1931–1932        |
| 2   | 1706      | Na ostrohu 58                     |            | Dom Peřina       | Břetislav Peřina i Marie Peřinová    |                                                                   | František Kerhart               | 1932–1933        |
| 3   | 1707      | Na ostrohu 56                     |            | Dom Řezáč        | Václav Řezáč                         | pisarz, pracownik urzędu statystycznego                           | Vojtěch Kerhart                 | 1932             |
| 4   | 1708      | Na ostrohu 54                     |            | Dom Zaorálek     | Hugo Zaorálek                        | szef sekcji w Min. Szkolnictwa                                    | Ladislav Žák                    | 1932             |
| 5   | 1709      | Na ostrohu 52                     |            | TrojDom Vaváček  | Gustav Vaváček i Karla Vaváčková     | celnik                                                            | Oldřich Starý                   | 1932–1933        |
| 6   | 1710      | Na ostrohu 50                     |            | Dom Lisý         | Emanuel Lisý i Marie Lisá            | redaktor Radia Czechosłowackiego                                  | Antonín Heythum i Evžen Linhart | 1932             |
| 7   | 1711      | Na ostrohu 48                     |            | Dom Joska        | František Joska                      | restaurator, dekorator                                            | Jaroslav Fišer i Karel Fišer    |                  |
| 8   | 1712      | Na ostrohu 46 Jarní 7             |            | Dom Bouda        | Cyril Bouda                          | grafik, malarz i ilustrator                                       | Oldřich Starý                   | 1931–1932        |
| 9   | 1791      | Na ostrohu 41 Jarní 5             |            | Dom Košťál       | Jan Košťál i Anna Košťálová          | profesor inżynierii, rektor ČVUT                                  | František Kerhart               | 1933–1934        |
| 10  | 1797      | Na ostrohu 43                     |            | Dom Dovolil      | Karel Dovolil                        | inżynier wodociągów                                               | Pavel Janák                     | 1932             |
| 11  | 1796      | Na ostrohu 45                     |            | Dom Jiroušek     | Josef Jiroušek i Anna Jiroušková     | urzędnik Min. Obrony                                              | František Kerhart               | 1933–1934        |
| 12  | 1795      | Na ostrohu 47                     |            | Dom Letošník     | Václav Letošník i Božena Letošníková | polityk, socjolog, archiwista MSW                                 | František Kavalír               | 1932             |
| 13  | 1794      | Na ostrohu 49 Na Babě 10          |            | Willa Suk        | Václav Suk i Antonie Suková          | deweloper                                                         | Hana Kučerová-Záveská           | 1932             |
| 14  | 1793      | Na ostrohu 51                     |            | Dom Čeněk        | Bohumil Čeněk                        | pedagog artystyczny                                               | Ladislav Žák                    | 1932–1933        |
| 15  | 1792      | Na ostrohu 53 Průhledová 8        |            | Dom Zadák        | Jan Zadák                            | majitel továrny na střešní fólie                                  | František Zelenka               | 1934             |
| 16  | 1804      | Na Babě 14 Průhledová 6           |            | Dom Lužná        | Miloslava Lužná                      | żona dyplomaty                                                    | Zdeněk Blažek i Otakar Fischel  | 1933             |
| 17  | 1803      | Na Babě 12                        |            | Dom Poláček      | Václav Poláček i Marie Poláčková     | wydawca                                                           | Jan Evangelista Koula           | 1932             |
| 18  | 1801      | Na Babě 8                         |            | Dom Moravec      | Moravec                              | dyrektor                                                          | Vojtěch Kerhart                 | 1933–1934        |
| 19  | 1800      | Na Babě 6                         |            | Dom Linda        | Václav Linda i Pavla Lindová         | dyrektor gimnazjum                                                | Pavel Janák                     | 1933–1934        |
| 20  | 1799      | Na Babě 4                         |            | Dom Bautz        | Ludvík Bautz                         | dyrektor drukarni                                                 | František Kerhart               | 1933             |
| 20a | 1798      | Na Babě 2 Jarní 3                 |            | Willa Glücklich  | Julius Glücklich                     | historyk, profesor Uniwersytetu Masaryka                          | Josef Gočár                     | 1934             |
| 21  | 1783      | Na Babě 1 Jarní 1 Nad Paťankou 14 |            | Willa Mojžíš-Lom | Stanislav Mojžíš-Lom                 | dyrektor Teatru Narodowego, prawnik Min. Szkolnictwa              | Josef Gočár                     | 1936–1936        |
| 22  | 1782      | Na Babě 3                         |            | Dom Herain       | Karel Herain                         | dyrektor Muz. Sztuk Użytkowych                                    | Ladislav Žák                    | 1931–1932        |
| 23  | 1781      | Na Babě 5                         |            | Dom Balling      | Karel Balling                        | kompozytor                                                        | Hana Kučerová-Záveská           | 1931–1933        |
| 24  | 1780      | Na Babě 7                         |            | Dom Heřman       | František Heřman                     | wojskowy, oficer                                                  | Oldřich Starý                   | 1931–1933        |
| 25  | 1779      | Na Babě 9                         |            | Dom Palička      | Jiří Palička i Emílie Paličková      | przemysłowiec budowlany i tekstylny                               | Mart Stam i Jiří Palička        | 1931–1932        |
| 26  |           |                                   |            | Dom z atelier    |                                      | Plac budowy opuszczono i pozostał pusty                           | František Kerhart               | nie zrealizowano |
| 27  | 1777      | Na Babě 11                        |            | Dom Špíšek       | Ferdinand Špíšek                     | szef sekcji w Min. Szkolnictwa, wydawca Le Petit Journal de Paris | Ladislav Machoň                 | 1933             |
| 28  | 1776      | Na Babě 13 Průhledová 4           |            | Dom Uhlíř        | Antonín Uhlíř                        | socjlog i polityk, poseł CPNS                                     | František Kavalír               | 1932             |
| 29  | 1790      | Průhledová 2 Nad Paťankou 28      |            | Dom Sutnar       | Ladislav Sutnar                      | grafik, dizajner, architekt, malarz                               | Oldřich Starý                   | 1931–1932        |
| 30  | 1789      | Nad Paťankou 24                   |            | Dom Bělehrádek   | Jan Bělehrádek                       | dziekan Wydziału Lekarskiego Uniwersytetu Masaryka                | František Kerhart               | 1935–1936        |
| 31  | 1788      | Nad Paťankou 22                   |            | Dom Kytlica      | Karel Kytlica                        | główny administrator w Min. Szkolnictwa                           | Josef Gočár                     | 1932–1933        |
| 32  | 1786      | Nad Paťankou 18                   |            | Dom Maule        | Václav Maule                         | główny administrator w Min. Szkolnictwa na Słowację               | Josef Gočár                     | 1931–1932        |
| 33  | 1785      | Nad Paťankou 16                   |            | Dom Janák        | Pavel Janák                          | architekt                                                         | Pavel Janák                     | 1931–1932        |